# أليدا فاسكيز
أليدا فاسكيز (بالإسبانية: Alida Vázquez)‏ هي معلمة موسيقى وملحنة مكسيكية، ولدت في 1931.

## وصلات خارجية
- أليدا فاسكيز على موقع ميوزك برينز (الإنجليزية)